# Rännilen

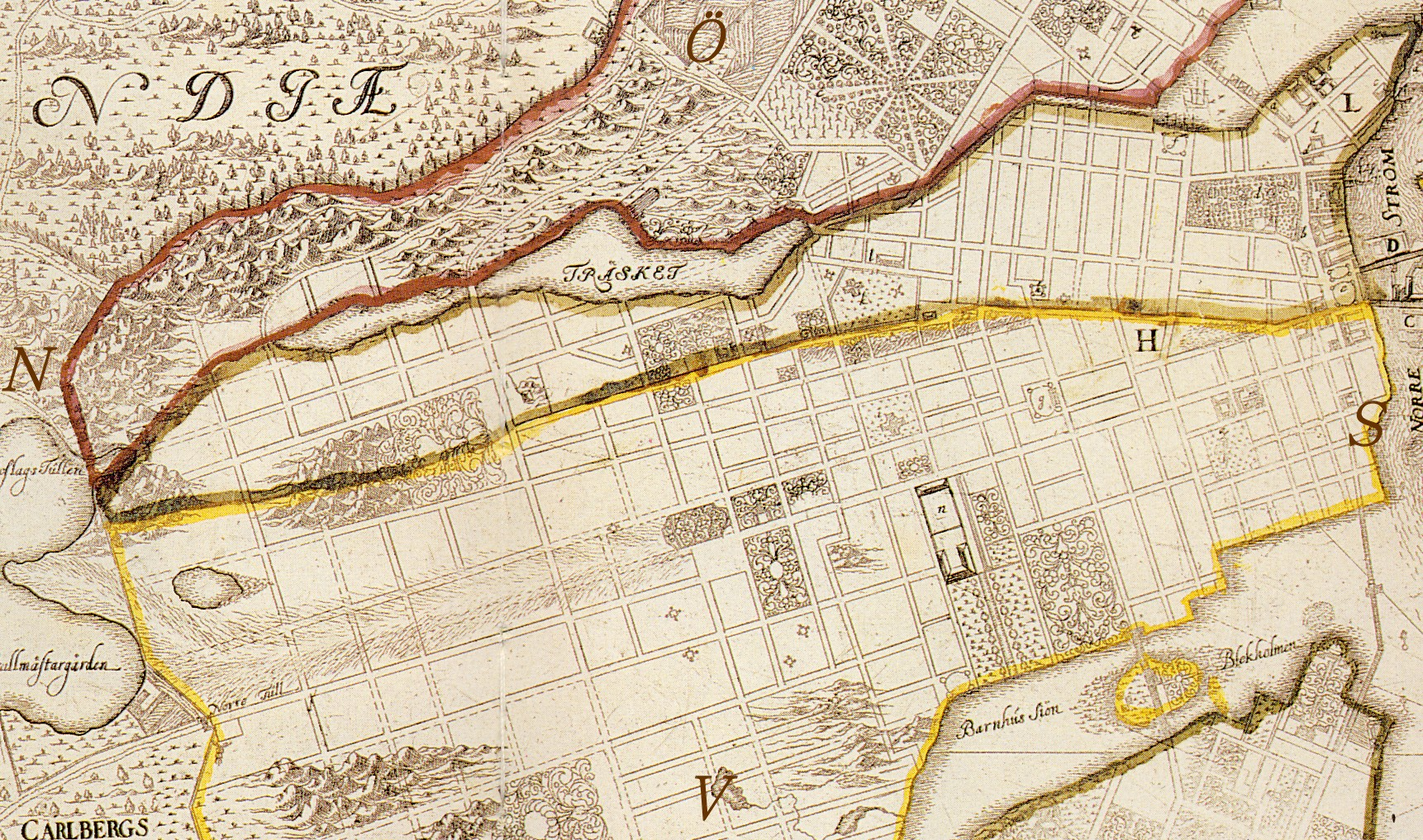
Karta från 1702, norr är till vänster. Rännilen mellan de röda och gula linjerna söder (till höger) om Träsket.

Rännilen (även Träskrännilen) var ett vattendrag i Stockholm som förband Träsket med Packaretorgsviken i nuvarande Östermalm i Stockholm. Kvarteret Rännilen påminner fortfarande idag om detta vattendrag.

## Historik

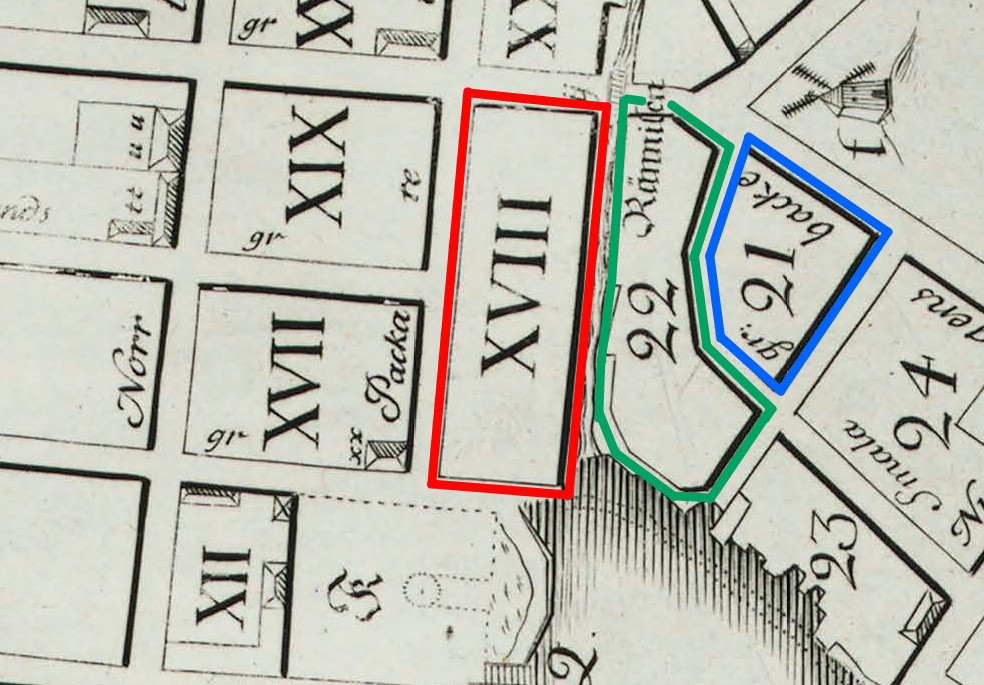
Rännilen och kvarteret Rännilen (nr 22) på Petrus Tillaeus karta från 1733.

Det Stora Träsket var en grund sjö som låg ungefär mellan nuvarande Jarlaplan och Eriksbergsplan. Sjön hade sitt södra utlopp, Rännilen, till Ladugårdslandsvikens inre del, som kallades Packaretorgsviken eller folkligt “Katthavet”.  Rännilen sträckte sig i nord-sydlig riktning, längs med nuvarande Birger Jarlsgatan, förbi Packaretorgets (nuvarande Norrmalmstorg) östra sida och utgjorde gränsen mellan Norrmalm och Ladugårdslandet. 
Höjdskillnaden mellan Stora Träsket och Saltsjön var ungefär tre meter och vattenkraften längs med Rännilen användes bland annat av en manufakturverkstad, ett färgeri samt för flottans repslagarbanor som låg längs vattnet vid nuvarande Stureplan. På trädgårdsarkitekt Johan Hårlemans förslag grävdes kraftiga genomborrade trädstammar ned i marken, vilka försörjde fontänerna i Kungsträdgården med vatten från början av 1690-talet. Flera samtida uppgifter tillstyrker att rören inte alltid var täta då människor i trakten fick in läckande vatten i hus och källare. Då vattnet i fontänerna slutligen började sprida en svår stank till obehag för parkens besökare fann man för gott att överge lösningen till omkring 1760. Rörsystemet finns fortfarande kvar under Birger Jarlsgatan där det ibland påträffas vid grävarbeten.
Träsket, Katthavet och Rännilen förvandlades sakta till en stinkande kloak. Redan vid tidigt 1600-tal var Rännilen inte längre farbar för mindre båtar. I ett brev 1794 skriver Jonas Linnerhjelm: ”I andra länder gräfver man Canaler till communication emellan Platser. Här låter man Naturens egna vattenledningar igenväxa och fyllas. Huru lätt skulle icke full Communication kunnat med båtar bibehållas emellan Brunnsviken och Ladugårdslandsviken, till många Stadens och Landets Invånares båtnad?” Staden ville dock annat och Rännilen lades igen i slutet av 1830-talet. 

## Kvarteret Rännilen

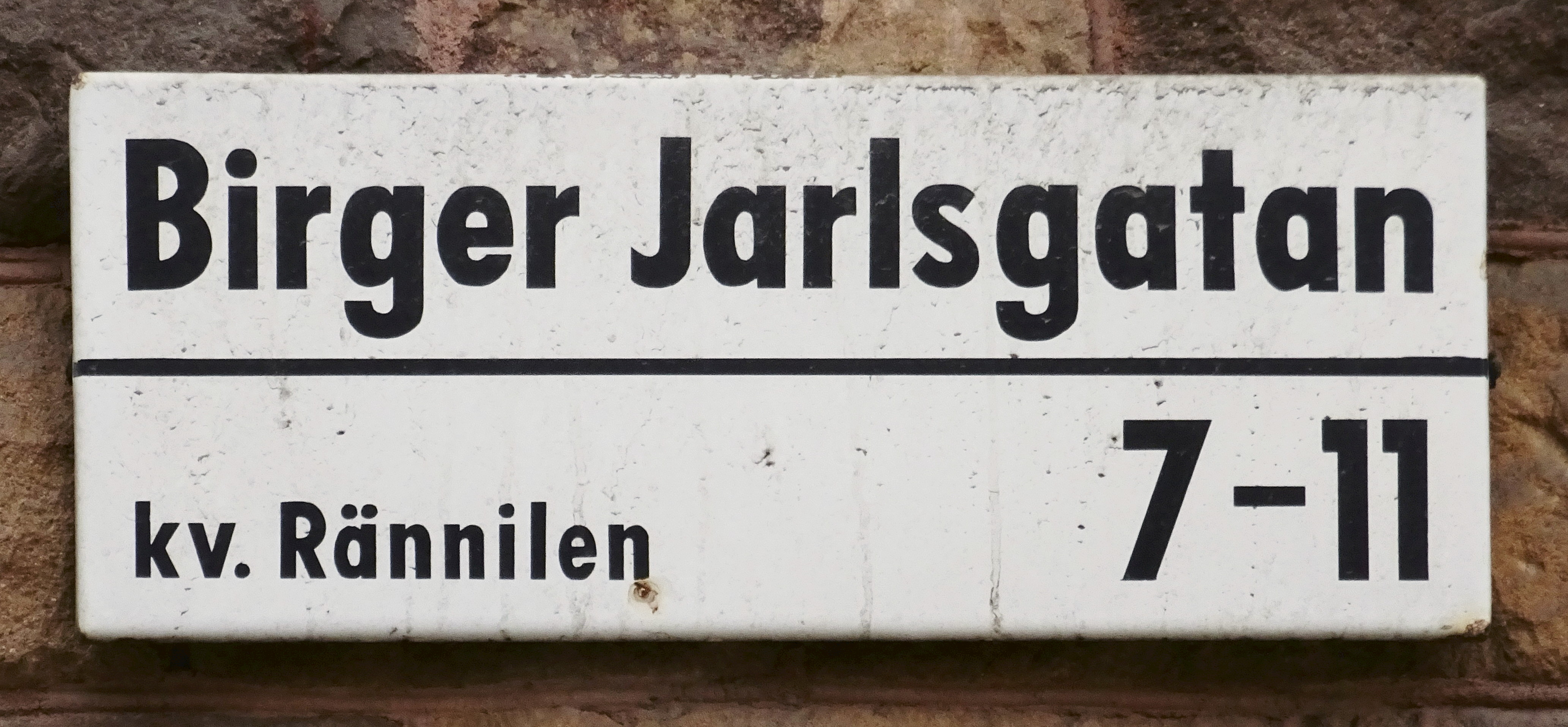
Kvarteret Rännilen.

Det ursprungliga kvarteret Rännilen låg direkt öster om Rännilen på Ladugårdslands sida (nuvarande Östermalm). Dagens kvarter Rännilen ligger på Norrmalmssidan. Kvarteret omges av Mäster Samuelsgatan i norr, av Birger Jarlsgatan i öster, av Smålandsgatan i söder och av Biblioteksgatan i väster. Söder om kvarteret utbreder sig Norrmalmstorg. Inom kvarteret finns flera kulturhistoriskt värdefulla byggnader och anläggningar, bland dem Birger Jarls basar och Birger Jarlspassagen. I kvarteret bodde författaren August Strindberg och fotografen Ferdinand Flodin och 1891 bildades här Allmänna Idrottsklubben (AIK). Hela kvarteret ägs av fastighetsbolaget Hufvudstaden.